# روستای فولک هاهوی
روستای فولک هاهوی (کره‌ای: 안동하회마을؛ انگلیسی: Hahoe Folk Village) یک روستای سنتی از دوران سلسله چوسان است که در آندونگ، استان گیونگ‌سانگ شمالی، کره جنوبی واقع شده است. «ها» به معنی رودخانه و «هوی» به معنای چرخش، بازگشت یا برگشتن است. این روستا بخشی ارزشمند از فرهنگ کره‌ای به‌شمار می‌رود، چرا که معماری دوره چوسان، سنت‌های مردمی، کتاب‌های باارزش قدیمی و یک سنت قدیمی مربوط به روستاهای مبتنی بر خاندان‌ها را حفظ کرده است. در سال ۲۰۱۰، این روستا همراه با روستای یانگ‌دونگ به عنوان میراث جهانی یونسکو ثبت شد و هر ساله حدود یک میلیون گردشگر از آن بازدید می‌کنند.